# Speocarcinus
Speocarcinus is een geslacht van kreeftachtigen uit de klasse van de Malacostraca (hogere kreeftachtigen).

## Soorten
- Speocarcinus amazonicus Brandão, Tavares & Coelho Filho, 2010
- Speocarcinus carolinensis Stimpson, 1859
- Speocarcinus dentatus Brandão, Coelho-Filho & Tavares, 2012
- Speocarcinus granulimanus Rathbun, 1894
- Speocarcinus lobatus Guinot, 1969
- Speocarcinus meloi D’Incao & Gomes da Silva, 1992
- Speocarcinus monotuberculatus Felder & Rabalais, 1986
- Speocarcinus spinicarpus Guinot, 1969